# August Abendroth
August Abendroth (Hamburgo, 6 de octubre de 1796-19 de marzo de 1867) fue un jurista y filántropo hamburgués.

## Biografía
August Abendroth fue el mayor de nueve hermanos, hijos del senador hamburgués (y posteriormente alcalde) Amandus Augustus Abendroth y su esposa Johanna Magdalena von Reck. Uno de sus hermanos menores, Carl Eduard  Abendroth, se convertiría en miembro del parlamento de Hamburgo.
Como su padre, August estudió Ciencias del Derecho y se desempeñó como abogado en Hamburgo. En 1822 se convierte en uno de los treinta iniciadores de la Asociación del Arte de Hamburgo, la cual fue fundada por el Kunsthalle de Hamburgo. También participó en la promoción de la Innere Mission, de vías férreas y sitios edilicios.
En 1837 compra el área casi inutilizada de Uhlenhorst en una subasta y comienza a trabajar en el drenaje y subdivisión de la misma. Esto fue esencial para la construcción del nuevo distrito de Uhlenhorst. Luego de su muerte, su viuda legó una porción de la colección de libros privados a la biblioteca pública. Una calle de Uhlenhorst fue nombrada en su homenaje.